# Кочище
 Тази статия е за селото в Демир Хисар.  За селото в Жупа вижте Кочища.  За селото в Битолско вижте Кочище (Битолско).
Кочище или Кочища (на македонска литературна норма: Кочиште) е село в община Демир Хисар, Северна Македония.

## География
Кочище е разположено на 730 m в Долен Демир Хисар, в североизточната част на общината, в близост до пътя свързващ градовете Демир Хисар и Крушево. Землището на Кочище е 12,1 km2, от които горите заемат най-голяма площ 820 ha, пасищата са 184 ha, а обработваемите земи 175 ha.

## История
В сиджил от 4 юли 1609 година е отбелязано, че жителите на Кочище за длъжници по заем от вакъфа на Ахмед паша в Битоля в размер на 4000 акчета при лихва от 15% процента. Гаранти за парите са всички селяни, един за друг.
В XIX век Кочище е смесено българо-албанско село в Битолска кааза, нахия Демир Хисар на Османската империя. Според Васил Кънчов в 90-те години Кочища има 40 къщи арнаути и 16 християнски къщи.
Според статистиката му („Македония. Етнография и статистика“) в 1900 година Кочища има 320 жители, от които българите християни са 120, а албанците мохамедани 200.
На Етнографската карта на Битолския вилает на Картографския институт в София от 1901 година Кочища е чисто българско село в Битолската каза на Битолския санджак с 19 къщи.
Цялото християнско население на селото е под върховенството на Българската екзархия. По данни на секретаря на екзархията Димитър Мишев („La Macédoine et sa Population Chrétienne“) в 1905 година в Кочища има 56 българи екзархисти и 240 албанци.
При избухването на Балканската война 1 човек от Кочища е доброволец в Македоно-одринското опълчение.
В 1953 година селото има 284 жители. В 1961 година – 274 жители, които през 1994 година намаляват на 45, а според преброяването от 2002 година селото има 38 жители.
Църквата в селото е „Свети Никола“, зидана от дялан камък.

## Личности
Родени в Кочище
- Аргир (Аргин) Иванов Божков (1882 - след 1943)[11] зидар с основно образование,[12] македоно-одрински опълченец, служил в 3-та и Нестроевата рота на 1-ва дебърска дружина;[13][12] участвал в Първата световна война с 2-ра рота на 1-ва дружина на 1-ви пехотен софийски полк;[13] на 5 март 1943 година, като жител на Битоля, подава молба за българска народна пенсия,[11] която е одобрена и пенсията е отпусната от Министерския съвет на Царство България;[13] родом от дебърското Кочища[12] или демирхисарското Кочища[11]
- Бехлул Реджеп, арестуван преди април 1904 година, обвинен, че е „палил къщите и крал предмети от крушевското население по време на битката, която се случила в Крушево по време на бунта“, осъден от Апелативния наказателен съд, лежал в Битолския затвор, амнистиран с общата амнистия от 12 април 1904 година[14]
- Вели Исмаил, арестуван преди април 1904 година, обвинен, че е „палил къщите и крал предмети от крушевското население по време на битката, която се случила в Крушево по време на бунта“, осъден от Апелативния наказателен съд, лежал в Битолския затвор, амнистиран с общата амнистия от 12 април 1904 година[15]
- Ибрахим Али, арестуван преди април 1904 година, обвинен, че е „палил къщите и крал предмети от крушевското население по време на битката, която се случила в Крушево по време на бунта“, осъден на 1 година от Апелативния наказателен съд, лежал в Битолския затвор, амнистиран с общата амнистия от 12 април 1904 година[14]
- Илия Найдов, македоно-одрински опълченец, 40-годишен, служил в 4-та и Нестроевата рота на 6-а охридска дружина[16]
- Ислам Зейнел, арестуван преди април 1904 година, обвинен, че е „палил къщите и крал предмети от крушевското население по време на битката, която се случила в Крушево по време на бунта“, осъден от Апелативния наказателен съд, лежал в Битолския затвор, амнистиран с общата амнистия от 12 април 1904 година[14]
- Исмаил Иса, арестуван преди април 1904 година, обвинен, че е „палил къщите и крал предмети от крушевското население по време на битката, която се случила в Крушево по време на бунта“, осъден от Апелативния наказателен съд, лежал в Битолския затвор, амнистиран с общата амнистия от 12 април 1904 година[15]
- Кязим Байрам, арестуван преди април 1904 година, обвинен, че е „палил къщите и крал предмети от крушевското население по време на битката, която се случила в Крушево по време на бунта“, осъден на 1 година от Апелативния наказателен съд, лежал в Битолския затвор, амнистиран с общата амнистия от 12 април 1904 година[17]
- Мехмед Шериф, арестуван преди април 1904 година,[18] обвинен, че „в деня на битката, която се случила в Крушево е дръзнал да пали къщи и да плячкосва“, обвинен от Обвинителната комисия, лежал в Битолския затвор, амнистиран с общата амнистия от 12 април 1904 година[19]
- Мустафа Ибрахим, арестуван преди април 1904 година, обвинен, че е „палил къщите и крал предмети от крушевското население по време на битката, която се случила в Крушево по време на бунта“, осъден на 1 година от Апелативния наказателен съд, лежал в Битолския затвор, амнистиран с общата амнистия от 12 април 1904 година[17]
- Назиф Хюсеин, арестуван преди април 1904 година, обвинен, че е „палил къщите и крал предмети от крушевското население по време на битката, която се случила в Крушево по време на бунта“, осъден от Апелативния наказателен съд, лежал в Битолския затвор, амнистиран с общата амнистия от 12 април 1904 година[15]
- Мустафа Юсуф, арестуван преди април 1904 година, обвинен, че е „палил къщите и крал предмети от крушевското население по време на битката, която се случила в Крушево по време на бунта“, осъден от Апелативния наказателен съд, лежал в Битолския затвор, амнистиран с общата амнистия от 12 април 1904 година[14]
- Селим Азиз, арестуван преди април 1904 година, обвинен, че е „палил къщите и крал предмети от крушевското население по време на битката, която се случила в Крушево по време на бунта“, осъден на 1 година от Апелативния наказателен съд, лежал в Битолския затвор, амнистиран с общата амнистия от 12 април 1904 година[17]
- Сюлейман Ахмед, арестуван преди април 1904 година, обвинен, че е „палил къщите и крал предмети от крушевското население по време на битката, която се случила в Крушево по време на бунта“, осъден от Апелативния наказателен съд, лежал в Битолския затвор, амнистиран с общата амнистия от 12 април 1904 година[15]
- Тимуршах Сюлейман, арестуван преди април 1904 година, обвинен, че е „палил къщите и крал предмети от крушевското население по време на битката, която се случила в Крушево по време на бунта“, осъден на 1 година от Апелативния наказателен съд, лежал в Битолския затвор, амнистиран с общата амнистия от 12 април 1904 година[17]
- Хюсеин Хуршид, арестуван преди април 1904 година, обвинен, че е „палил къщите и крал предмети от крушевското население по време на битката, която се случила в Крушево по време на бунта“, осъден на 1 година от Апелативния наказателен съд, лежал в Битолския затвор, амнистиран с общата амнистия от 12 април 1904 година[20]